# 2008年北京オリンピックのキルギス選手団
2008年北京オリンピックのキルギス選手団（2008ねんペキンオリンピックのキルギスせんしゅだん）は、2008年8月8日から8月24日にかけて中国の北京を主として開催された2008年北京オリンピックのキルギス選手団、およびその競技結果。

## 概要
今大会は銀メダル1個、銅メダル2個、合計3個のメダルを獲得した。

## メダル
| メダル | 選手名                   | 競技       | 種目                             |
| ------ | ------------------------ | ---------- | -------------------------------- |
| 銀     | カナトベク・バガリエフ   | レスリング | 男子グレコローマンスタイル66kg級 |
| 銅     | バザル・バザルグルエフ   | レスリング | 男子フリースタイル60kg級         |
| 銅     | ルスラン・チウメンバエフ | レスリング | 男子グレコローマンスタイル60kg級 |